# Plan pokojowy dla Bliskiego Wschodu z 2003 roku
Plan pokojowy dla Bliskiego Wschodu potocznie nazywany „mapą drogową” – harmonogram działań, który został przedstawiony 1 maja 2003 roku, premierom Izraela i Autonomii Palestyńskiej. Plan ten został opracowany przez Stany Zjednoczone, ONZ, Unię Europejską i Rosję, w celu pokojowego rozwiązania konfliktu izraelsko-palestyńskiego.